# Прапор Європи
Прапор Європи (англ. Flag of Europe) — символ Європейського Союзу та Ради Європи — синє полотнище з 12 жовтими зірками, які утворюють коло посередині.
«На тлі блакитного неба Західного світу зірки символізують народи Європи в колі, знаку єдності. Число зірок є незмінним, рівним дванадцяти. Це число символізує досконалість і повноту».
В офіційному поясненні до рішення Комітету міністрів Ради Європи від 9 грудня 1955 р. щодо прийняття прапора говориться: «Як дванадцять знаків зодіаку представляють весь Всесвіт, так дванадцять золотих зірок представляють всі народи Європи, і ті, які все ще не можуть брати участі у побудові Європи в єдності і мирі». Автором концепції прапора є Арсен Гейтц, а деталі укладу, пропорцій і кольорів були опрацьовані Полем М. Г. Леві.

## Символіка прапора
Згідно з офіційним викладом, дванадцять незмінних зірок, розміщених у колі на синьому тлі символізують солідарність і гармонію між народами Європи. Ця символіка пов’язана також із пізнішим девізом Європейського Союзу: In varietate concordia (з лат.: єдність у різноманітності).
Кількість зірок пов’язана із стародавнім символічним значенням числа 12 — досконалість і цілісність, і не залежить від кількості країн-членів Європейського Союзу, оскільки на час прийняття прапору Ради Європи ця кількість уже дорівнювала 14. Число 12 відповідає також кількості місяців у році, годин на циферблаті годинника, знаків зодіаку і т. д. Коло, в яке укладені зірки, є, у першу чергу, символом єдності. 

## Прапори Європейського руху
Незважаючи на те, що Рада Європи була заснована в 1949 р., вже раніше, в рамках пан'європейського руху, з’явилися пропозиції європейського прапора, що мав би стати символом, спільним для цілого континенту. До двох найважливіших належав проєкт Річарда Коденхоу-Калергі: на блакитному тлі розміщене золоте сонце, а на ньому червоний хрест, що мають разом утворювати сонячний хрест. Цей проєкт був прийнятий як прапор Міжнародного Пан'європейського Союзу, що виник у 20-х роках ХХ ст. як неурядова громадська організація для підтримки європейського руху. Сучасний прапор Міжнародного Пан'європейського Союзу містить коло з дванадцяти золотих зірок — на зразок прапору  ЄС.
Другим важливим проєктом був прапор із зеленою літерою «Е» на білому полі — символ Європейського руху, започаткованого європейським Конгресом в Гаазі у 1948 р. (символом самого Конгресу була червона літера «E» на білому полі). Цей проєкт Радою Європи був визнаний як малоестетичний і відкинений. Не був прийнятий і проєкт Коденхоу-Калергі.

## Проєкти, подані до Ради Європи у 1950-1955 рр.
У 1950 р. в рамках Ради Європи було створено спеціальний комітет для перегляду поданих проєктів європейського прапора. Комітет розглянув понад 100 пропозицій, серед яких понад 20 належали Арсену Гейтцу, працівникові поштової служби Ради Європи. Комітет виділив дві пропозиції: вибрану версію з проєктів Арсена Гейтца — коло із п'ятнадцяти золотих зірок на синьому тлі, а також сузір’я зірок — проєкт Сальвадора де Мадаріагі, іспанського політика і засновника Європейського Колегіуму в Брюгге. Обидва проєкти були рекомендовані Комітетові міністрів Ради Європи. 
25 вересня 1953 р. нарада Ради Європи рекомендувала до прийняття прапор із 15 золотих зірок на синьому тлі, який мав би представляти число членів Ради. Ця пропозиція зустріла спротив Німеччини, оскільки це означало би визнання Саару, який був би одним із 15 членів як самостійна держава. Саар і Франція, з іншого боку, відкинули кількість 14 зірок, оскільки така кількість не враховувала прагнення Саару до державного суверенітету. Число 13 багато хто сприйняв як число нещастя. 10 як число держав-засновників ЄС суперечило ідеї відкритості Союзу. Тож врешті домовилися про 12 зірок як символ досконалості. 
Остаточний вибір Комітет міністрів здійснив 8 грудня 1955 р., одноголосно прийнявши модифікований проєкт Арсена Гейтца, попередньо схвалений Парламентарним зібранням Ради Європи.

## Прапор Ради Європи і прапор Європейського Союзу

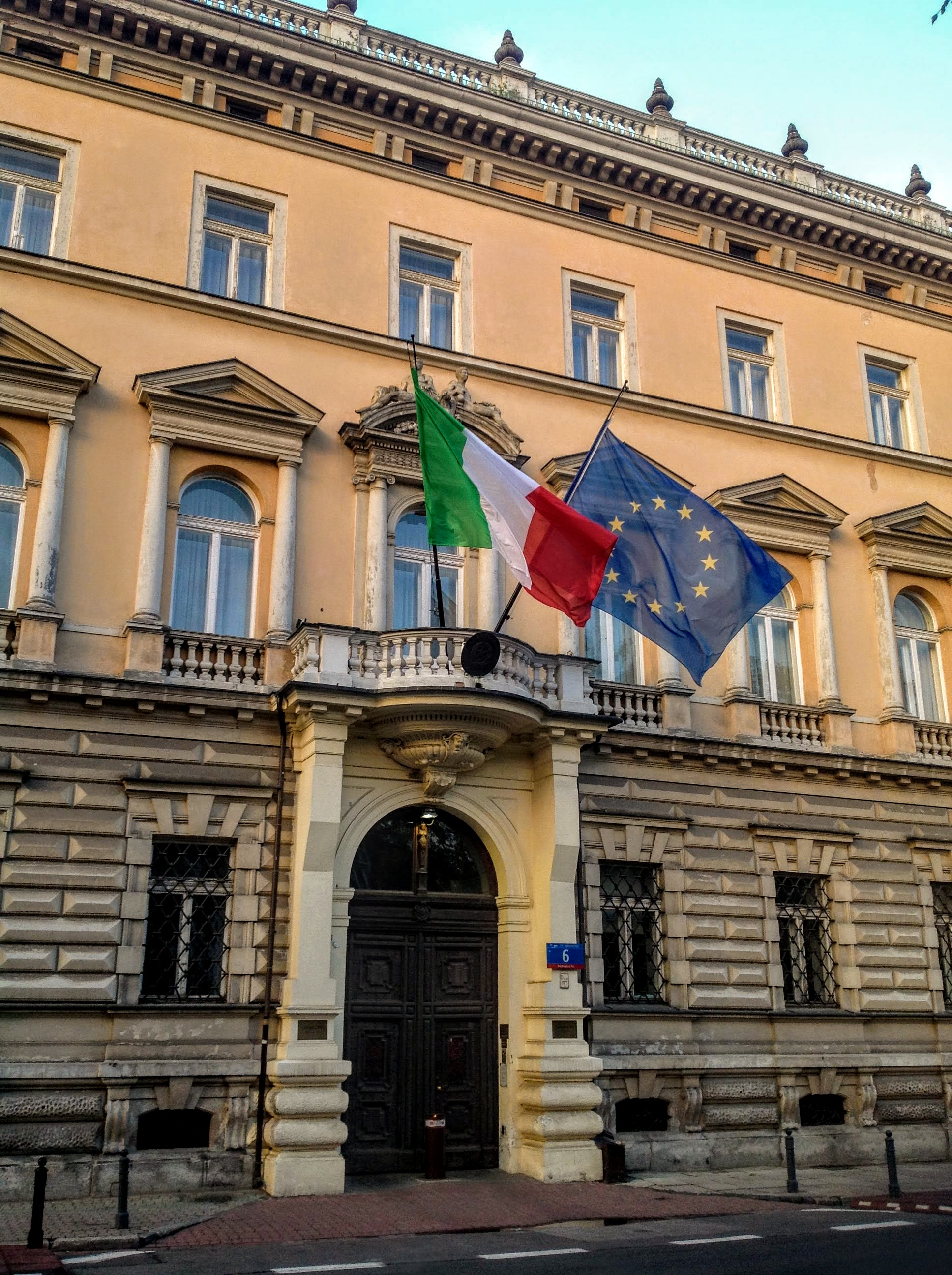
Прапор Європейського Союзу на посольстві Італії, Варшава

Рада Європи підтримувала ідею, аби прийнятий нею прапор представляв Європу як цілість, тож заохочувала інші європейські організації прийняти цей прапор як свій. У 1983 р. Європейський парламент визнав прапор Ради Європи символом Європейських спільнот під час зустрічі глав держав і урядів Європейських спільнот в Мілані на зустрічі Ради Європи. Після формальної згоди Ради Європи європейський прапор був вперше урочисто піднятий 28-29 травня 1985 р. перед резиденцією Європейської Комісії під звуки гімну Європи. Із заснуванням Європейського Союзу прапор одночасно став його прапором, незважаючи на те, що Лісабонський трактат не вимагає прийняття унійних символів (прапора, гімну).

## Релігійний аспект

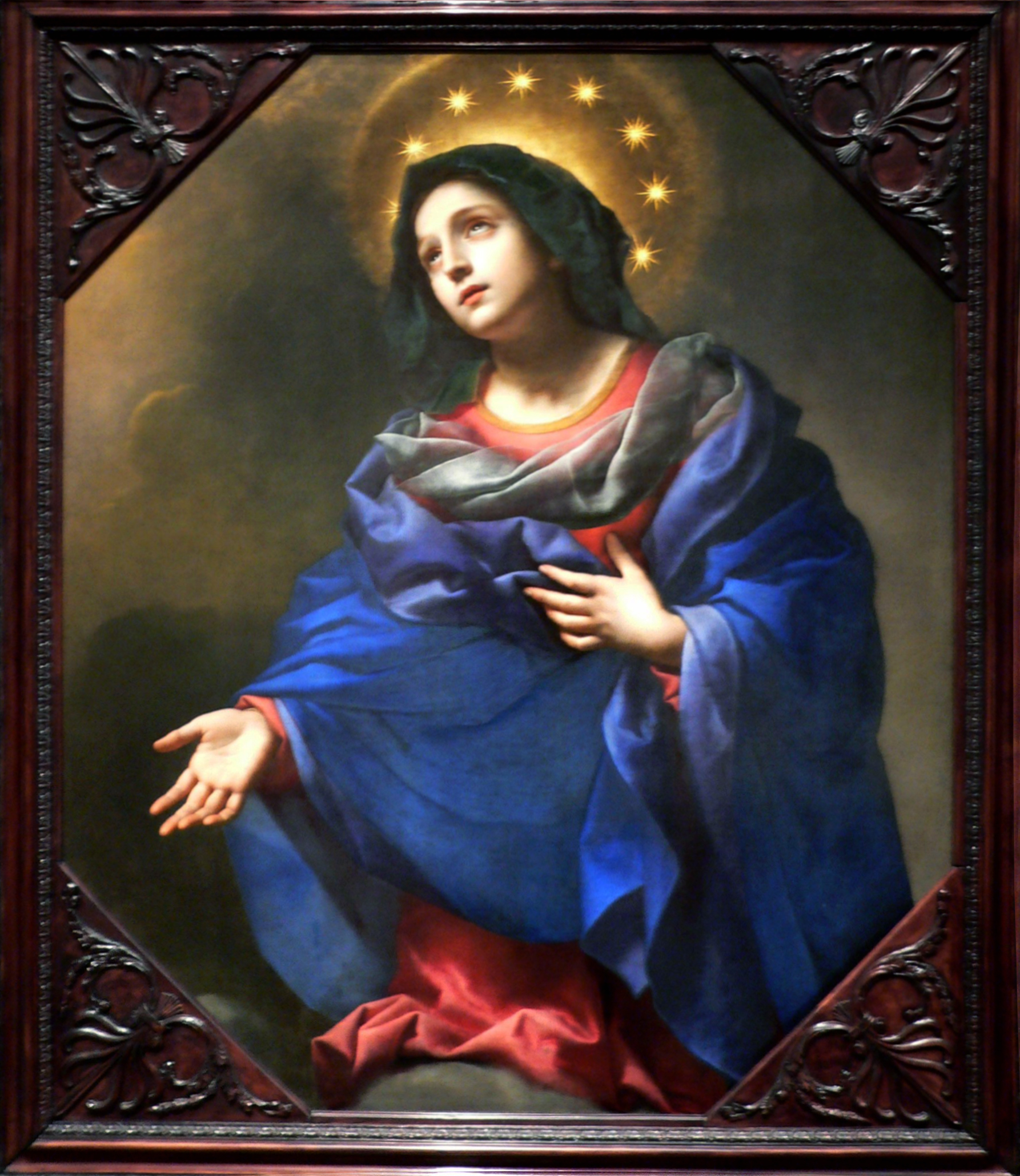
Карло Дольчі Мадонна

Символіка прапору ЄС має в своїй основі християнський зміст. Впадає в око, що коло із дванадцяти зірок на прапорі нагадує відомий у сакральному мистецтві ореол навколо голови Матері Божої. Поль М. Г. Леві, на той час шеф інформаційної і пресової служби Ради Європи, який брав участь у виборі прапора і наданню йому остаточного вигляду, заявив, що це випадковість. Проте автор прийнятого проєкту прапора Арсен Гейтц перед смертю визнав, що створюючи його, надихався фрагментом Апокаліпсису Святого Івана, та що взірцем для нього було зображення Матері Божої Непорочно Зачатої, яка власне представлена на лазуровому тлі, а Їі голову оточує 12 зірок. У Біблійному описі дванадцяти зірок у Вінці Марії як Невісти одягненої у сонце  міститься також символіка дванадцяти поколінь Ізраїлевих. Зображення Марії з вінцем із зірок є, між іншим, на вітражі в Соборі у Страсбургу — місті, у якому міститься офіційна резиденція Ради Європи і одночасно місці проживання автора проєкту прапора. Як символічний факт дехто визнав те, що прапор був прийнятий Радою Європи 8 грудня — в день святкування Непорочного Зачаття Діви Марії. Початково голосування в Комітеті міністрів за проєкт прапору було заплановане на 9 грудня, але всупереч очікуванням відбулося на день раніше.